# Dieta de arroz

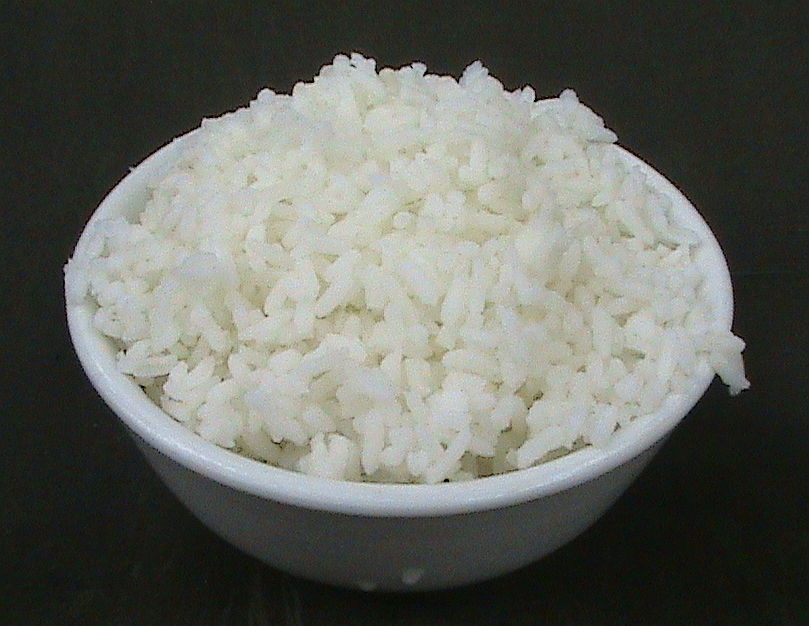
Cuenco de arroz blanco.

La Dieta del arroz fue la denominación popular de un régimen alimenticio que surgió en los inicios del tratamiento de la hipertensión, indicada por el doctor norteamericano Walter Kempner (1949) en el Duke Hospital, La dieta era diseñada por su restrictivo bajo contenido de sodio (dieta hipotensiva) y por la ingesta de alimentos con bajo contenido de grasas saturadas y proteínas, con especial atención en raciones de pequeño tamaño. La dieta debía ser mantenida durante periodos de varios meses. Los resultados clínicos de la dieta fueron origen de una fuerte controversia en la época. El problema era que los pacientes no eran capaces de mantener esta dieta durante periodos de tiempo prolongados, debido a lo restrictivo de los alimentos incluidos en ella. Otras dietas bajas en sodio han sido la denominada Meade-Johnson (200mg.). Todas ellas han sido abandonadas en los años cincuenta al ser introducidos los natrodiuréticos como fármacos reguladores del sodio. 

## Características
La dieta tenía unos componentes muy claros se centraba en una ingesta diaria de 2000 calorías, que incluían unos 150 mg de sal, unos 20 g de proteínas y 5 de grasas. La dieta ofrecía su mayor aporte de hidrocarbonos mediante la ingesta de arroz (de 250 gramos a 350) y fruta. El arroz se cocía (en agua sin sal) o se realizaba al vapor. Se permite la ingesta de zumo de fruta (limitando a un litro diario), siendo prohibido el zumo de tomate y verduras en general. Se complementa la dieta con suplementos vitamínicos. Se asignaba a pacientes con elevados niveles de tensión arterial, incluyendo otros que tenían enfermedades cardiacas, y renales.